# بوابة ويب

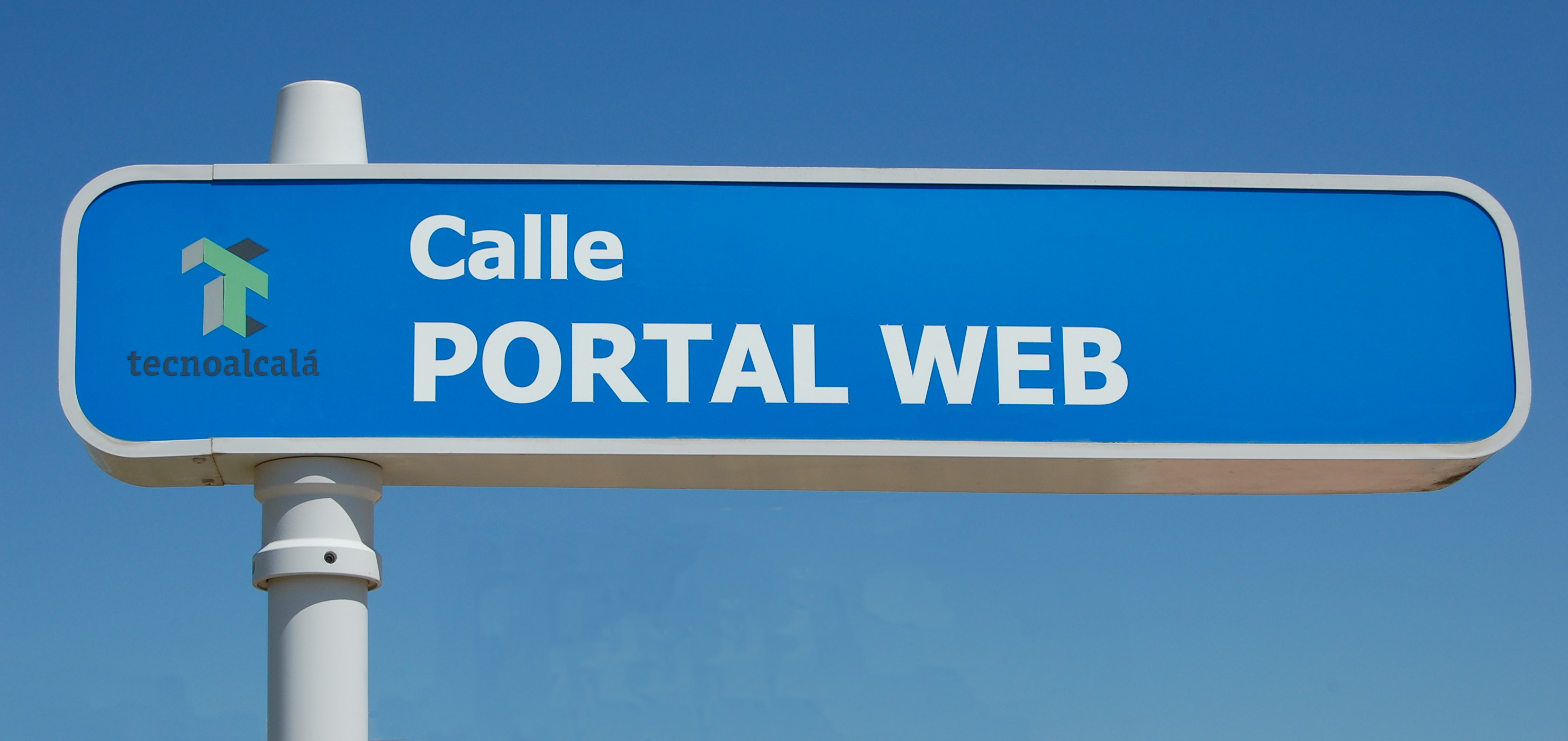

تعتبر بوابات الويب المكان الأول الذي يجب على مستخدم شبكة الإنترنت ان يقوم بزيارته عند دخوله إلى الشبكة. فمن خلال هذه البوابات يستطيع الزائر ان يصل إلى معلومات مختلفة ومتنوعة عن الشبكة. وتقدم البوابات نقطة انطلاق إلى مواقع متعددة داخل الشبكة مثل روابط المواقع وتحميل البرامج. علما بأن معظم البوابات تقدم حاليا خدمات كثيرة للزوار والأعضاء مثل (منتديات - مراسلة فورية - مقالات إخبارية - اعلانات - أدلة ومحركات بحث - دروس تعليمية - مؤتمرات - وظائف - رزنامة أحداث - برامج - ألعاب وغيرها من الخدمات الأخرى).

## أدلة المواقع
أدلة المواقع، هي من أهم المواقع التي يزورها المتصفح العربي، وهذا لكثرة المواقع في كل المجالات، وأدلة المواقع، تتميز، بالتنسيق والترتيب والتنظيم، ومنها أدلة مواقع عربية أو أجنبية أو عالمية، أو محلية، أو متخصصة بنوع معين من المواقع.

## مستخدمي البوابة العامة
البوابة العامة ليست موجهة إلى جمهور بعينه، ولكن يمكن زياراتها من جميع فئات مستخدمى الإنترنت(رجال، نساء، شباب، باحثين، طلاب...إلخ).
وتعد الوظيفة الرئيسية للبوابة العامة هي تجميع وتصنيف مواقع الإنترنت المختلفة بهدف جعلها متاحة لزياراتها من قبل الزائرين وذلك من خلال البوابة العامة نفسها.

## ادوات البوابة العامة
تشتمل البوابة العامة على أدوات تسمح باختيار وتصنيف المواقع على الشبكة العنكبوتية وتقديمها للزائرين والمستفيدين من خلال أداتين رئيسيتين هما:
1-محرك البحث :يقوم المستفيد بإجراء بحثه من خلال محرك البحث الذي يقوم بدوره بالتعامل مع طلب المستفيد والبحث عنه وإعطائه نتيجة البحث ومن الأمثلة على ذلك محرك البحث Google, Altavista.
2-الدليل: فإن المستفيد ليس بحاجة لكى يقوم بإجراء طلب بحث وذلك لأن الدليل يقوم بتجميع المواقع على شبكة الإنترنت وتصنيفها وترتيبها في قوائم وفقا لموضوعات معينة يتم عرضها مباشرة على البوابة.

## خدمات البوابات العامة
- المعلومات العامة والتي تقدم في الوقت ذاته لحظة بلحظة مثل (البورصة، النشرة الجوية... إلخ).
- خدمات عامة مثل (جماعات الاهتمامات المشتركة، قوائم المناقشات حول موضوع بعينه، التجارة الإلكترونية...إلخ).
- خدمات شخصية مثل (خدمة البريد الإلكترونى، السماح للمستفيد بالإتاحة إلى بعض الخدمات عن طريق كلمة سر خاصة به، السماح للمستفيد بتخصيص منطقة خاصة به على الإنترنت مثال على ذلك My Yahoo من خلال بوابة ياهو وكذلك My Aol من خلال بوابة إيه أو إل واللذان يسمحان بتخصيص بوابة شخصية لكل مستفيد.
- خدمة الاتصال بالإنترنت مثال على ذلك (إيه أو إل، وانادو، إلخ...).
- بعض البوابات العامة تسمح للمستفيدين بإنشاء مواقع شخصية وكذلك نشرها من خلال الخادم server الخاص بها. مثال على ذلك بوابة موقع FREE بدولة فرنسا.

هذه الخدمات سابقة الذكر تسمح بتلبية احتياجات المستفيدين، وفي نفس الوقت تعمل على تزايد عدد الزائرين لهذه البوابات. ونتيجة لذلك فمن الممكن نمو الدخل المادى العائد على البوابات العامة من خلال تقديمها للإعلانات، حيث أن المصدر الرئيسى للدخل المادى للبوابات بشكل عام هو الإعلانات وخاصة بالنسبة للبوابات العامة.

## فئات البوابة العامة
أولاً : بوابة عامة بمفهومها العام، مثال على ذلك بوابة ياهو.
ثانياً : بوابة عامة وظيفتها الرئيسية هي تقديم محرك بحث أو دليل، مثال على ذلك بوابة كلا من جوجل، ألتافيستا.
ثالثا بوابة عامة نشاطها الرئيسى هو تقديم خدمة الاتصال بالإنترنت، مثال على ذلك (إيه أو إل، وانادو، إلخ...).

## ارتباطات خارجية
- بوابة نسيج العامة
- بوابة مكتويب العامة
- بوابة إسلام أون لاين
- بوابة العالمية للمعلوماتية والتكنولوجيا والوسائط المتعددة (عمتو)